# 広陵区
広陵区（こうりょう-く）は中華人民共和国江蘇省揚州市に位置する市轄区。

## 行政区画
- 街道:東関街道、汶河街道、文峰街道、曲江街道、湯汪街道
- 鎮:李典鎮、沙頭鎮、頭橋鎮、湾頭鎮、杭集鎮、泰安鎮